# Shalë
Shalë là một xã trong quận Shkodër thuộc hạt Shkodër, Albania. Dân số năm 2005 là 3215 người.